# Paradoxe d'Allais
Le paradoxe d'Allais est un paradoxe en théorie de la décision proposé par Maurice Allais pour montrer les contradictions de la théorie de l'utilité espérée développée par John von Neumann et Oskar Morgenstern. Il met en avant la préférence pour la sécurité au voisinage de la certitude. 
Maurice Allais l'a mis en évidence à une conférence de l'American Economic Society qui s'est tenue à New York en 1953 et divers articles publiés dans les années 1950. Il met en cause l'axiome d'indépendance forte dans la théorie de l'utilité espérée, axiome élaboré par Leonard Savage dans son maître ouvrage The Foundations of statistics à partir de la formalisation de la notion d'utilité par von Neumann et Morgenstern dans leur livre Theory of Games and Economic Behavior.
La théorie de l’utilité espérée s’appuie sur une série d’axiomes concernant l’attitude d’un individu rationnel ayant à faire des choix en situation risquée. Allais a montré, par l’expérimentation, qu’un de ces axiomes était fréquemment violé par les individus : l’axiome d'indépendance. Cet axiome s’énonce de la façon suivante : « si la loterie A est préférée à la loterie B, alors, quelle que soit la loterie C et quelle que soit la probabilité p, la loterie [A (p) ; C (1-p)] est préférée à la loterie [B (p) ; C (1-p)] ». 
[A (p) ; C (1-p)] désigne une méta-loterie dans laquelle on joue la loterie A avec la probabilité p, et la loterie C avec la probabilité (1-p).
Cet axiome semble parfaitement naturel : quoi que pense l’individu de la loterie C, si on lui demande de la « mélanger » soit avec A soit avec B, avec une probabilité identique p dans les deux cas, on doit s’attendre à ce qu’il choisisse celle qu’il préfère, soit, par hypothèse, A. Pourtant, l’expérience montre que la présence d’un gain qui devient très incertain dans l'alternative proposée conduit un grand nombre de personnes à ne pas se conformer à cet axiome. Ce phénomène peut être illustré par l’exemple suivant. Il est demandé aux personnes interrogées, dans un premier temps, de choisir entre les deux loteries A et B suivantes :
A : [10 000 € (100 %)]
B : [15 000 € (90 %) ; 0 € (10 %)]
En règle générale, une majorité de personnes préfèrent la loterie A, qui procure un gain certain, même si l'espérance de la loterie B est supérieure : 13 500 €.
Dans un second temps, il leur est demandé de choisir entre les loteries C et D suivantes :
C : [10 000 € (10 %) ; 0 € (90 %)]
D : [15 000 € (9 %) ; 0 € (91 %)]
En règle générale, les mêmes personnes qui préfèrent A à B préfèrent aussi la loterie D à la loterie C, parce que D procure un gain significativement plus important que C pour une probabilité de non-gain à peine plus forte.
Pourtant, on voit que : 
C : [A (10 %) ; Z (90 %)]
D : [B (10 %) ; Z (90 %)]
où Z est la loterie zéro, celle qui dans tous les cas ne rapporte ni ne coûte rien : Z : [0 € (100 %)]
La simultanéité de ces deux choix viole l’axiome d’indépendance, car selon cet axiome, si A est préféré à B, alors C devrait être préféré à D, ce qui n’est pas le cas en pratique.
Allais ne remet pas en cause la théorie de l'utilité comparée dans son ensemble : il démontre néanmoins expérimentalement que lorsque le risque est extrême, le joueur se focalise davantage sur la prime de risque. Les implications du paradoxe d'Allais donneront lieu à de multiples développements en théorie de la décision et en économie comportementale.